# Werner Munter
Pour les articles homonymes, voir Munter.
Werner Munter est un guide de haute montagne suisse né en 1941 à Lohnstorf. Spécialisé dans les avalanches, il a donné son nom à une méthode de réduction de risques d'avalanches dite « méthode de Munter » ou 3×3,.  Il a popularisé l'usage du nœud de demi-cabestan également appelé « nœud de Munter ».
Les positions sceptiques défendues par Werner Munter à propos de la responsabilité humaine dans le changement climatique lui ont valu des citations dans les médias. 
Munter vit à Arolla près de Sion.